# Якутська лайка
Якутська лайка — давня аборигенна порода собак, виведена корінними народами Північного Сходу Росії, на так званих «собачих річках».
У різні часи різні дослідники (Геденштром, О. Ф. Міддендорф , В. Л. Серошевський , Л. П. Сабанєєв, Н. В. Слюнін, Р. К. Маак, А. А. Ширинский-Шихматов, Іохельсон, Пфіценмайер, Е. Г. Орлов, М. Дмитрієва-Сулімова та інші) описували якутську лайку під різними назвами (Анюйського лайка, арктична лайка, Верхоянска лайка, гіжіганська лайка, Зашіверського лайка, Колима-Індігирська лайка, ламутська лайка, Омолонського лайка, Омсукчанська лайка, Охотська лайка, полярна лайка, тунгуська лайка, Ходинська лайка, чувичанська лайка, юкагірська лайка, Евенська лайка, янська лайка тощо).
У центральній і західній частині Якутії місцеве якутське населення використовувало загальну назву для всіх собак — «саха-ита», що перекладається з якутської мови як «якутська собака». Наразі група ентузіастів веде роботу над створенням породи саха-ита та написанням власного стандарту породи.

## Історія породи

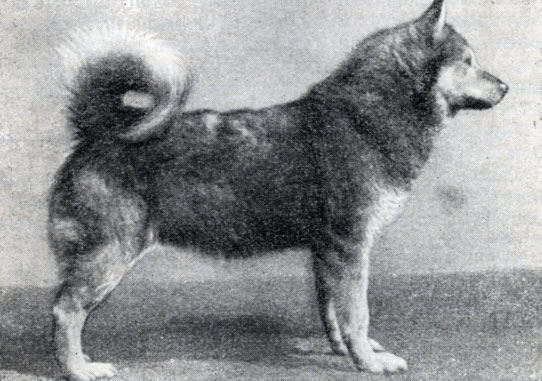
Північно-східна їздова Лайка, фото 1954 року

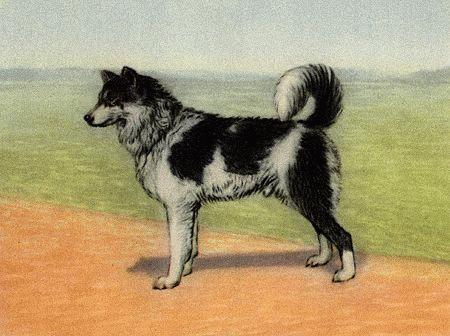
Лайка з північного сходу Якутії, початок XX століття

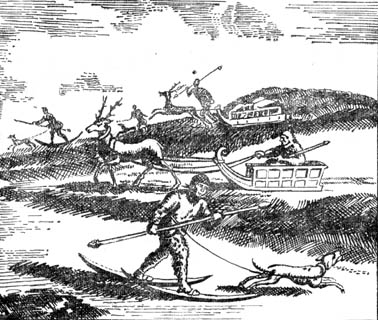
Перше зображення Якутських собак. Гравюри «Способи пересування Якутії взимку» 1692 рік, Ніколас-Корнеліссон Вітсен, «NOORD EN OOST TARTARYE» «Північна та Східна Тартария».

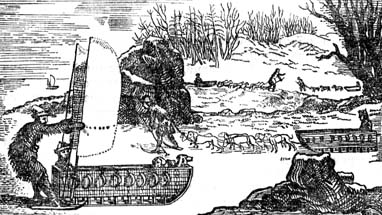
Перше зображення Якутських собак. Гравюри «Способи пересування Якутії взимку» 1692 рік, Ніколас-Корнеліссон Вітсен, «NOORD EN OOST TARTARYE» «Північна та Східна Тартария».

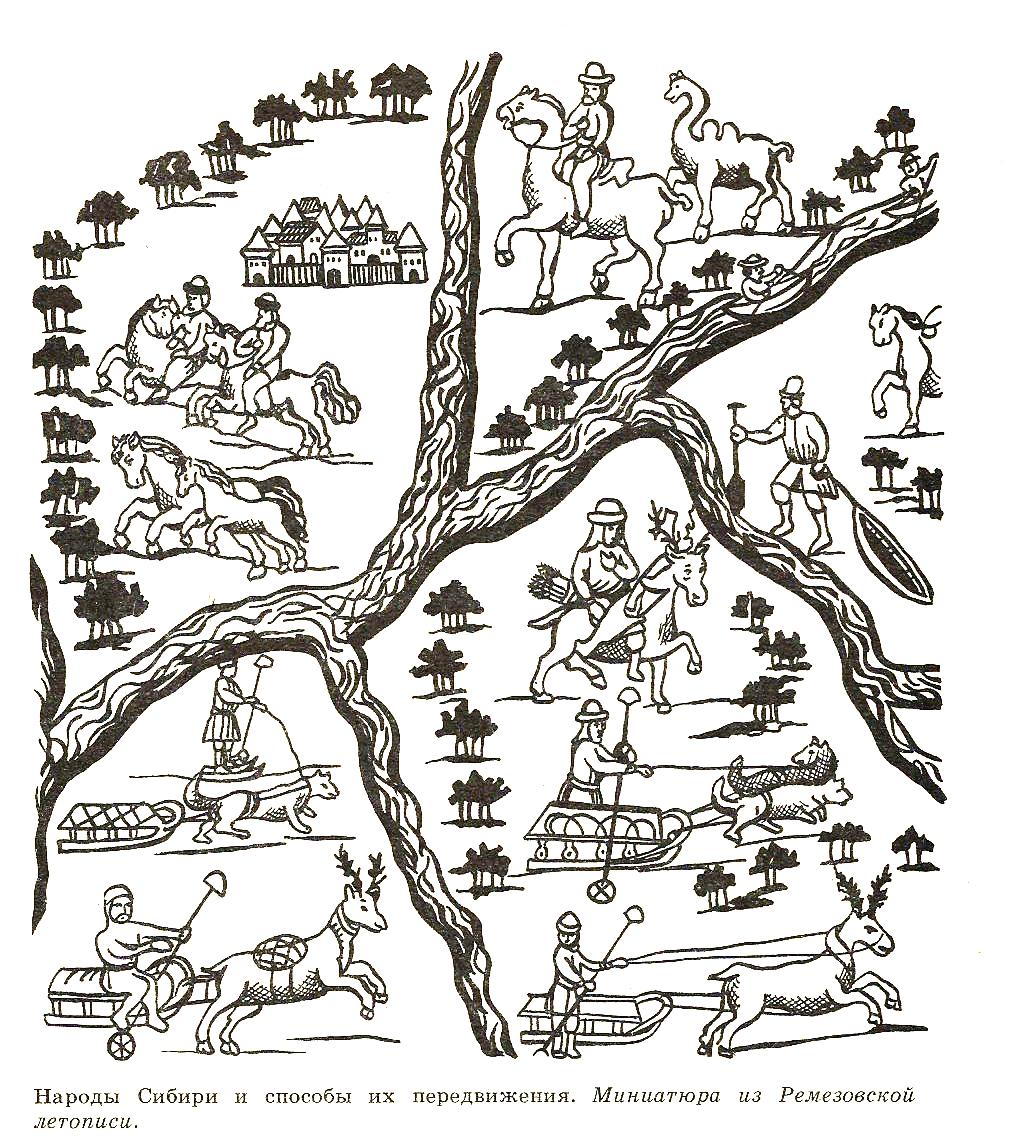
«Хорографічна креслярська книга Сибіру». На гравюрі, що включають річки Колима, Яни і Индигирка, з'явилося зображення собак, що живуть уздовж «собачих річок» Якутії. Семен Ремезов, 1698 рік

У Сибіру XVII століття річки поділялися на "собачі" й "оленячі". На річках, багатих рибою, можна було легко заготовити в'ялену рибу для собак, це річки собачі — Яна, Індігірка, Анадир, Омолон, Великий Анюй, Малий Анюй, Колима, Алазея тощо. Там, де риби не було або її було мало, пересуватися на собаках було важко. У таких місцях для транспорту поряд з собаками використовували північного оленя.
З 1635 року в чолобитних (казках) козаків першопрохідців Семена Дежньова, Михайла Стадухина, Івана Реброва, Іллі Перфільева, Дмитра Оркіна (Зирян), Семена Іванова (Мотора) та інших, згадуються собаки, які живуть уздовж «собачих річок».
У 1692 році в Амстердамі була опублікована книга голландського вченого-мандрівника, географа і етнографа Ніколаса-Корнеліссона Вітсена «Noord en Oost Tartarye» («Північна та Східна Тартарія»). У цій книзі були представлені гравюри «Способи пересування Якутії взимку», на яких показано способи використання собак як тяглового транспорту. Це перше зображення якутських собак. Також на цих гравюрах зображено буксирування лижника собаками (скіджоринг — від англ. Skijoring races, тобто буксирування лижника — зимовий вид спорту) .

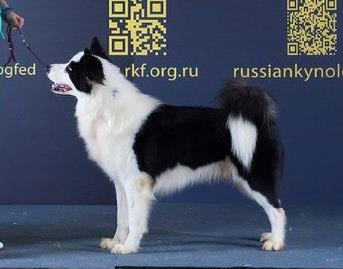
Yakutian Laika02

У 1698 році на складеній Семеном Ремезовим карті «Креслення Сибіру», на гравюрі, що охоплює річки Колима, Яна і Індігірка, з'явилося зображення собак, що живуть уздовж «собачих річок».
У 1730 році Вітус Беринг почав споряджати розширену Другу Камчатську експедицію. Вона тривала 10 років на півночі Росії і за своїми результатами отримала назву Великої Північної експедиції. Її учасниками були російські полярні дослідники Дмитро Якович Лаптєв, Харитон Прокопович Лаптєв, Семен Іванович Челюскін та інші. У результаті було зібрано величезний матеріал про природу північних морів, покладено на карту тисячі кілометрів узбережжя Північного Льодовитого океану, досліджено й описано території півночі Росії, життя і побут народів Півночі. Під час цих експедицій було досліджено узбережжя від Лени до Колими, півострів Таймир, відкрито найпівнічнішу точку континентальної Євразії, пізніше названу мисом Челюскін. У всіх цих експедиціях активно використовувалися собаки заполярної Якутії, які вперше були задіяні в географічних експедиціях.
У 1982-1983 роках шість упряжок полярних лайок здійснили найдовший перехід в історії арктичних подорожей, подолавши в ході полярної експедиції газети «Радянська Росія» 10 000 км від Уелена до Мурманська. У 1998 році Дьячков Володимир Зіновійович разом з Арбугаєвим Германом Прокоповичем порушили питання про відновлення популяції якутської лайки.
У 2004 році вийшла книга Олексія Гавриловича Чікачова «Їздове собаківництво в Якутії», присвячена історії розвитку їздового собаківництва і їздових собак Якутії.
Того ж року голова Якутської Республіканської Асоціації Собаківників, суддя FCI — РКФ Городилов Станіслав Валентинович спільно з суддею РКФ Сидоровою Оленою Інокентіївною представили стандарт породи якутська лайка в РКФ для затвердження.
У 2005 році стандарт породи якутська лайка, затверджений Російською кінологічною федерацією, був опублікований у Віснику РКФ № 5 (57).
З 2005 року собаки породи якутська лайка почали брати участь у виставках і змаганнях за робочими якостями, які проводить РКФ .
2 жовтня 2005 року, суддя Міжнародної кінологічної федерації від Білорусі Вербицький В'ячеслав Сигизмундович перший в історії кінології присудив титул «Краща Собака Виставки» (best in show) Якутській Лайці, Хард (вл. Нісковскіх Л.)
24 лютого 2008 року в Москві на міжнародній виставці «Євразія-2008» відбулася перша презентація породи Якутська Лайка. Першим чемпіонам Євразії став Тугріг (вл. Арбугаев Г. П.).
11 Ноября 2008 року РКФ присвоїв перший титул «Чемпіон Росії» Якутській лайки.
26 квітня 2009 року в м Якутську відбулася перша Монопородна виставка породи Якутська лайка. < Першим Чемпіоном і переможцям Монопородна виставки Якутських Лайок став Алтин Тумар Боотур (вл. Смирнова М. С.)
в 2011 році Російська кінологічна федерація (РКФ) наділила статусом Національного Клубу Породи Якутська Лайка (НКП-РКФ) Породний клуб Якутська лайка Республіки Саха (Якутії)
27 березня 2012 року Якутська лайка, АРКТУР ПІВНІЧНА ЗІРКА, вл. Харитонов А. (Новосибірськ) виграла конкурс серед порід не визнаних FCI на найбільшій міжнародній виставки собак Росії «Євразія 2012»
У 2013 році Герман Арбугаєв з собаками породи Якутська лайка пройшли арктичним маршрутом на Новосибірські острови 1500 км. Ця експедиція була приурочена до 100-річчя рятувальної експедиції лейтенанта Колчака.
24 червня 2013 Президія Російської кінологічної федерації (РКФ) задовольнила клопотання Комісії РКФ зі стандартів і затвердив нову редакцію стандарту породи «Якутська лайка» відповідно до моделі ФЦИ. Рішення вступило в силу з 25 липня 2013 року.
Породу визнано Російською кінологічною федерацією. Породу не визнано Міжнародною кінологічною федерацією.

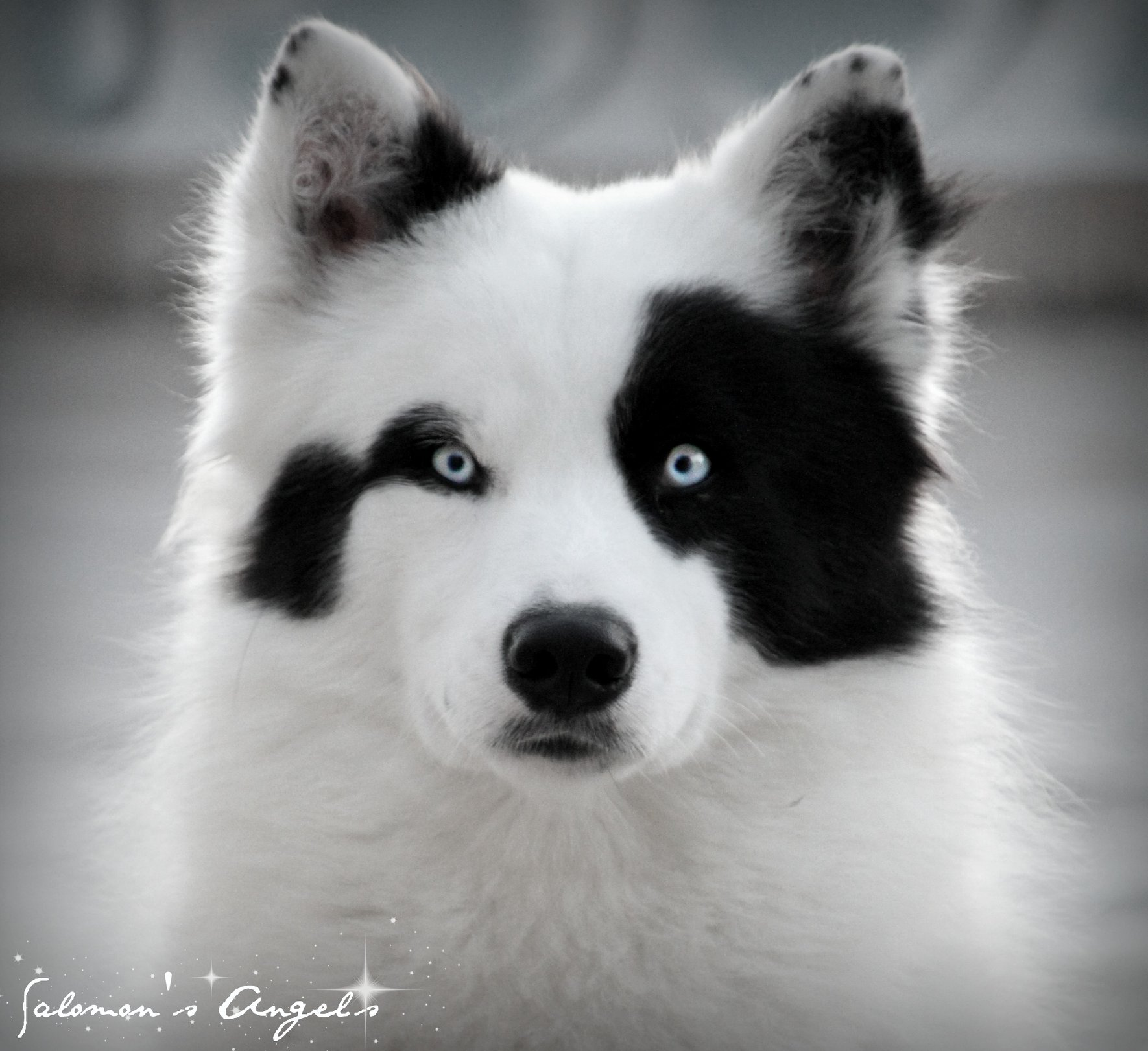
Yakutian Laika01

1 березня 2014 року Якутська лайка Арагорн стає переможцем екстремальної гонки «Baikal Race 2014» в дисципліні скіджоринг на дистанції 100 км, 1 березня 2015 рік стає переможцем екстремальної гонки «Baikal Race-2015» в дисципліні
скіджоринг на дистанції 100 км. У 2015 році отримує звання чемпіона Росії і чемпіона РКФ.
22 березня 2014 року на міжнародній виставці собак в місті Москві «Євразія 2014» Якутська лайка Чімгі Тура Буранбай стала переможцем конкурсу «Гордість Росії» і кращої собакою серед невизнаних порід FCI .
17 березня 2017 року на міжнародній виставці собак в місті Москві «Євразія 2017» Якутська лайка Вільна Зграя Ямал стала переможцем конкурсу «Гордість Росії» і кращої собакою серед невизнаних порід FCI.
У серпні 2017 Американський клуб собаківництва включив якутську лайку в список чистопорідний рідкісних собак.
4 вересня 2019 року генеральний комітет FCI попередньо визнав породу Якутська лаку і включив її в класифікацію FCI в 5 групу.
14 вересня 2019 вперше собака породи Якутська лайка виграла титул «Кращий собака виставки» на міжнародній виставці FCI в м Серпухові (Росія).

## Собака в міфах і традиціях народів Якутії

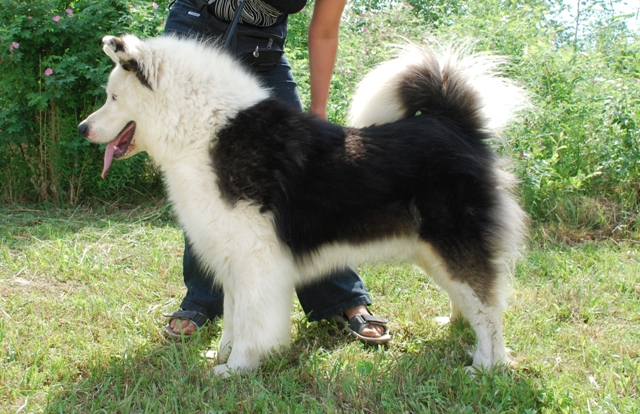
Yl02

Згідно з якутськими віруваннями, собаки створені добрими божествами Айии. Айии створили землю красивою і рівною, але злий дух Абасов затоптав і подряпав її. Сліди його діянь залишилися у вигляді річок, озер і гір. Слідом за створенням землі Юрюнг Айии Тойон створив людину. Для цього він зробив статуї людей і помістив їх у кам'яний будинок, біля якого поставив сторожа та велів йому не пускати в будинок злого духа. Останній підкупив сторожа, пообіцявши дати йому теплу шубу. Увійшовши до будинку, злий дух забруднив нечистотами статуї людей. Юрюнг Айии Тойон, побачивши скоєне, перетворив сторожа в собаку, а статуї вивернув навиворіт. З тих пір люди всередині повні бруду.
У кожного виду домашньої тварини буває свій Айиисит — богиня-покровителька. З них Айиисит Норулуйа богиня-покровителька собак і лисиць може дарувати дітей жінці. Щоб привернути розташування Айиисит Норулуйа, жінка повинна добре поводитися з собакою при її пологах, годувати і пестити його.
У міфах стверджувалося, що шамани могли приймати вигляд звірів і птахів, наприклад, з'являтися в образі ведмедів, собак, літати, ставши орлом, соколом, вороном і т. ін.
На ритуальної одязі якутських шаманів зустрічаються металеві зображення духів-помічників у вигляді собаки. Цей дух вважався собакою шамана і посилався їм на розвідку. Юкагири і якути вважали, що тіні померлих людей знаходяться на нижній землі. Через деякий час тіні повертаються на середню землю, щоб знову знайти тіло.
У народів північно-східного Сибіру дорогим подарунком був щеня — потенційний годувальник сім'ї, оскільки з нього міг вирости хороший мисливський собака. Дорослого мисливського собаку дарували рідко, тільки у виняткових випадках, оскільки в тайзі роль собаки була дуже важлива. Якщо людина подарувала іншій собаку, та натомість мусила віддати якутський ніж і нічого іншого з надією, що зуби у собаки будуть такі ж гострі, як якутський ніж.

## Характеристики
Якутська лайка — міцний, з добре розвиненою мускулатурою середнього розміру, компактний, помірно високоногий собака з товстою, але без ознак вогкості шкірою. Шерстний покрив добре розвинений, достатній для проживання і роботи в суворих арктичних умовах. Статевий тип чітко виражений, пси сильніші і міцніші від сук.
Якутські лайки активні, жваві, допитливі, з доброзичливим і поступливим характером, дуже товариські і абсолютно не агресивні. Основне використання собаки — їздова робота та допомога в полюванні на нерп, песців, ведмедів і навіть гусей.
Очі: прямо або широко посаджені, мигдалеподібної форми, не опуклі і не глибоко посаджені. Блакитного, чорного або карого кольору, різнокольорові. Повіки сухі, з чорною окантовкою під колір мочки носа, допускається знебарвлення повік на білому тлі. Недоліки: великі, круглі очі.
Шерсть: Шерсть густа з добре розвиненим підшерстям, блискуча, пряма, груба на дотик. Грива на шиї добре розвинена. Хвіст густий, пухнастий. Недоліки: недостатньо густа і пухнаста шерсть. Вади: хвиляста шерсть, дуже м'яка шерсть.
Забарвлення: плямисте забарвлення (біло-чорний, чорно-білий, сіро-білий, біло-сірий) чорно-білий з рудими мітками, чорний з рудими плямами, рудо-білий, біло-рудий. Вади: будь-яке однотонне забарвлення крім білого. 

Фотографії якутських лайок
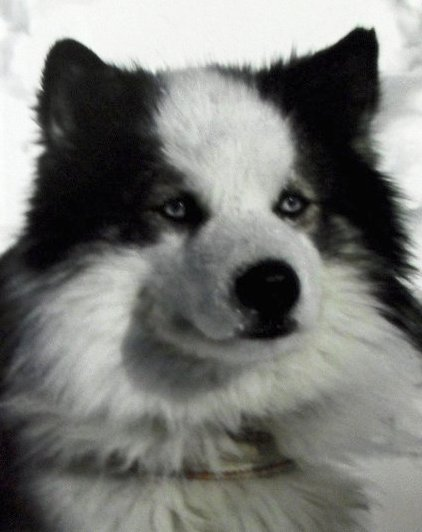
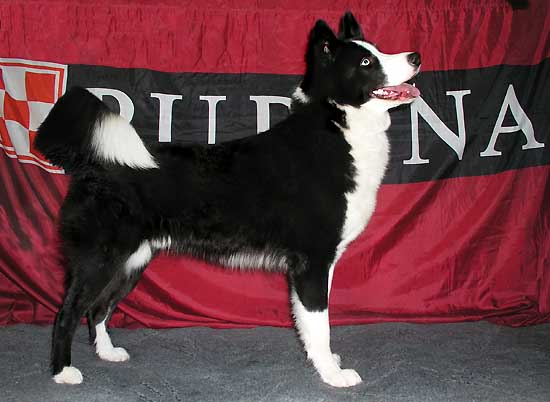
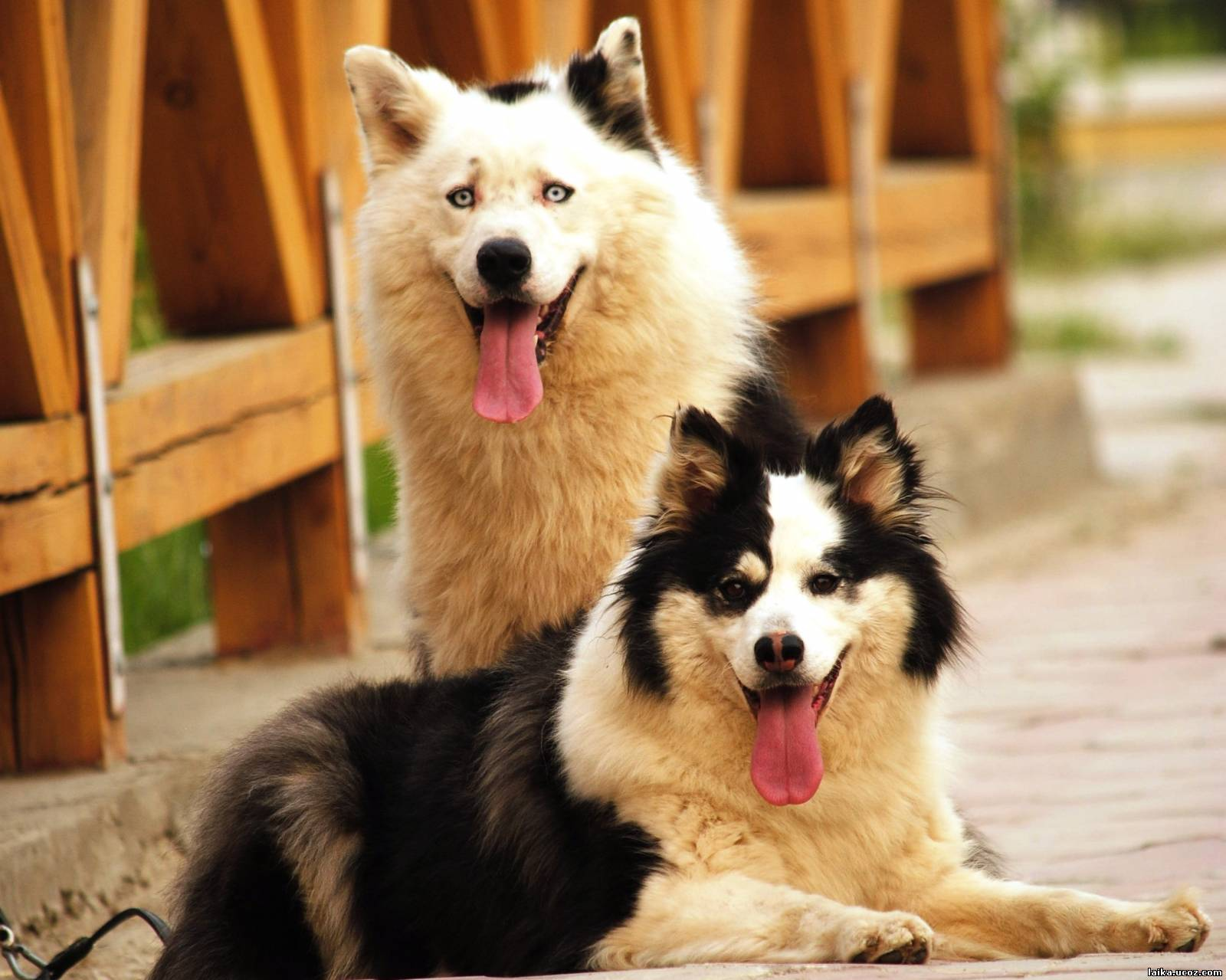
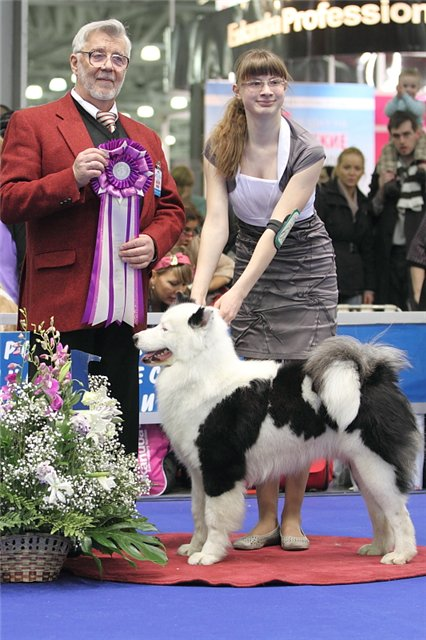
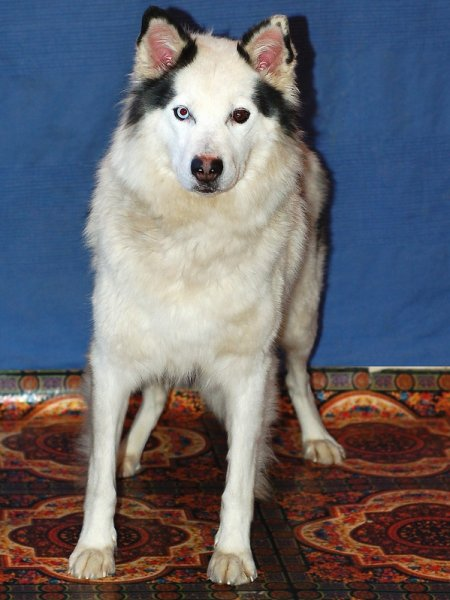
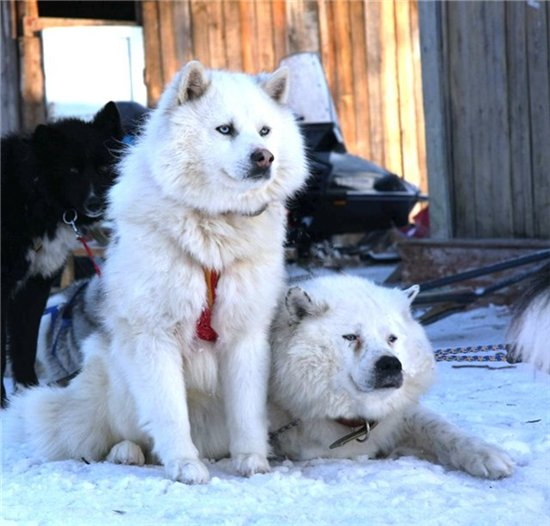
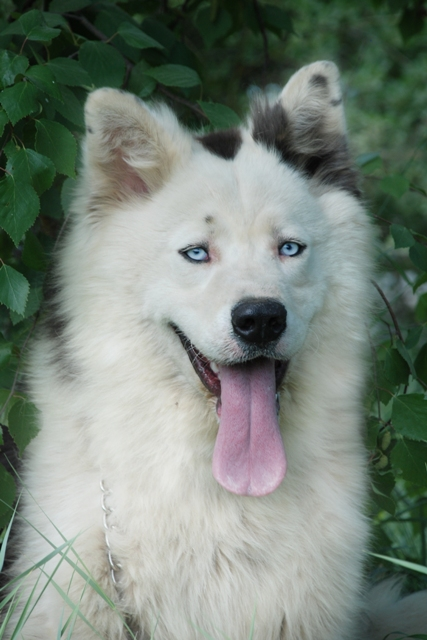
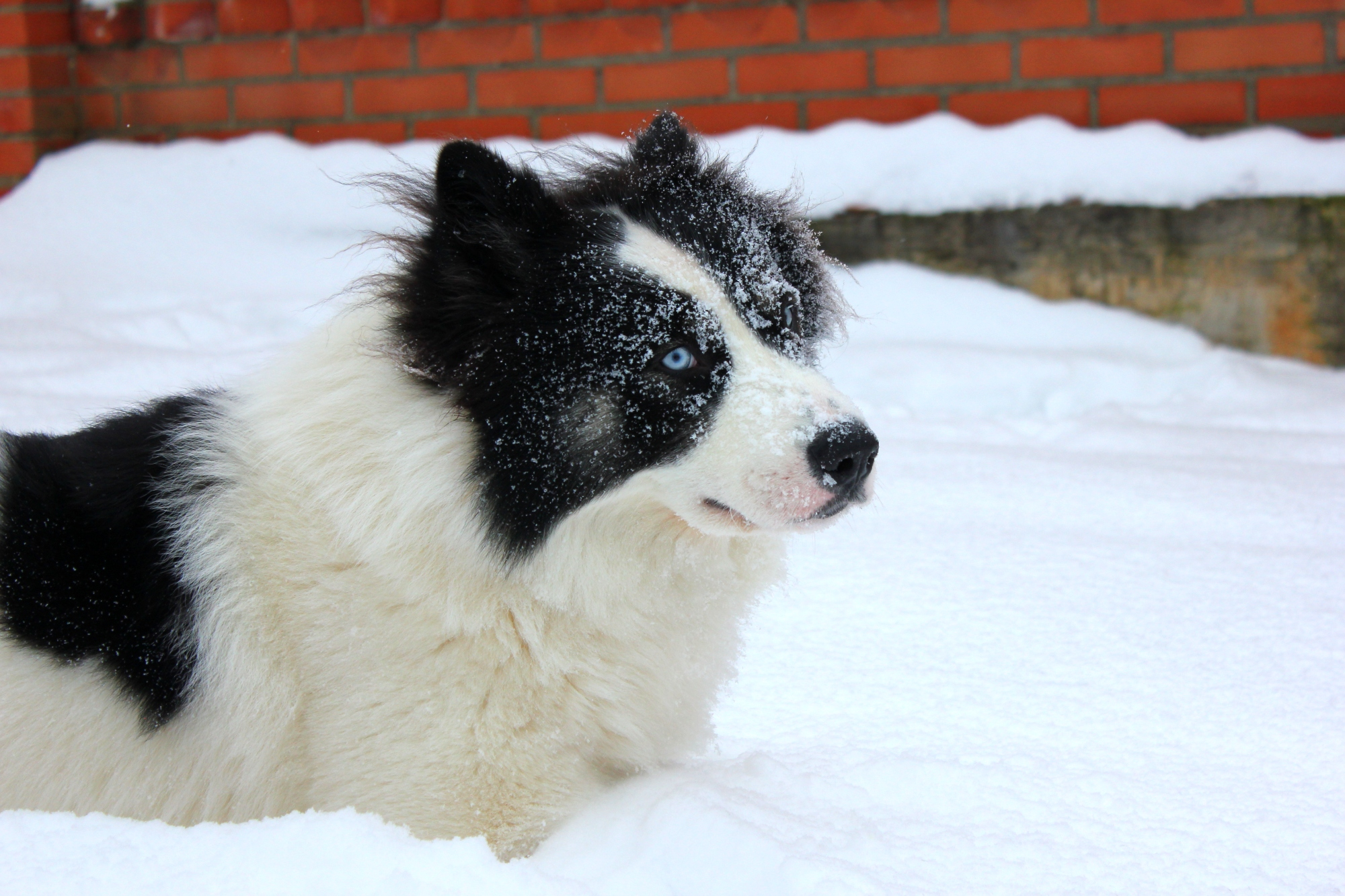